# Temps de coherència

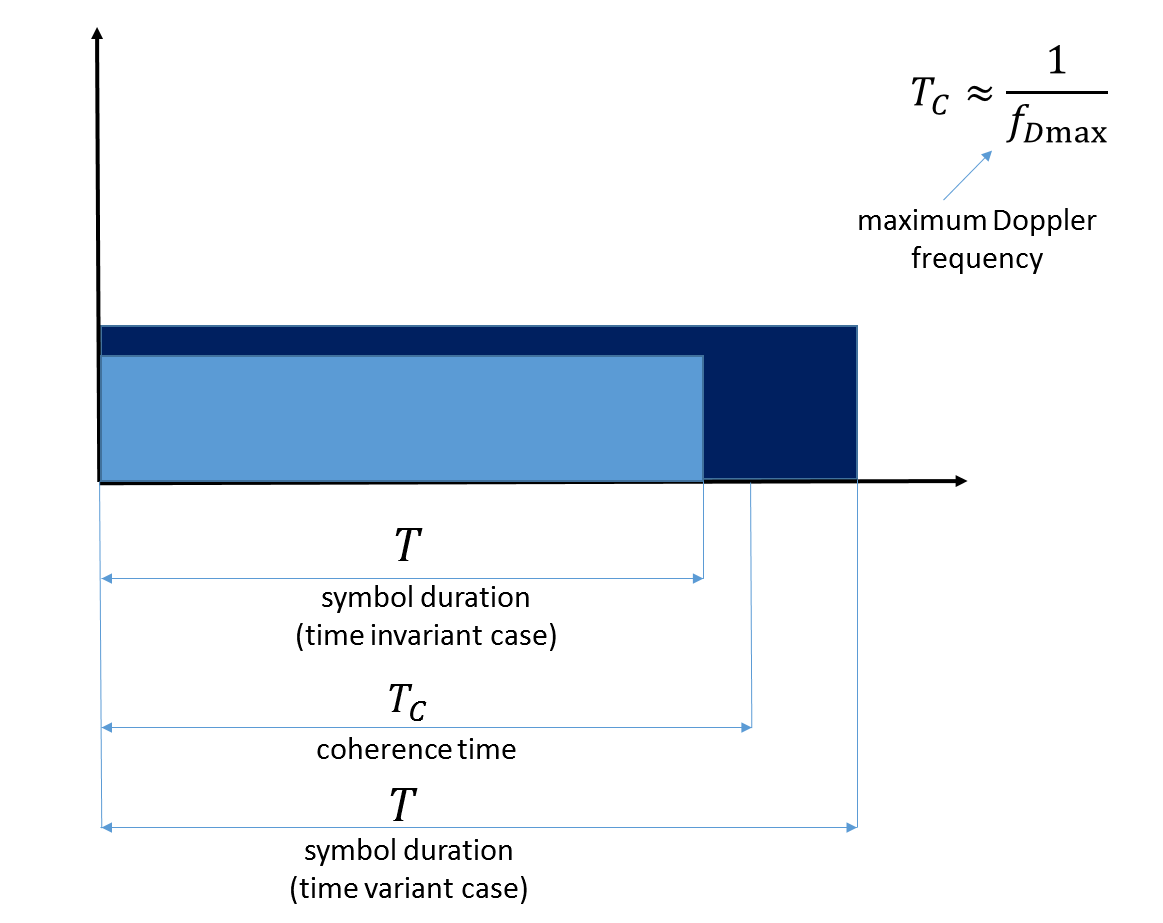

Una il·lustració del concepte de temps de coherència.
Per a una ona electromagnètica, el temps de coherència és el temps durant el qual una ona que es propaga (especialment un làser o un feix màser) es pot considerar coherent, el que significa que la seva fase és, de mitjana, predictible.
En sistemes de transmissió de llarga distància, el temps de coherència es pot reduir per factors de propagació com ara la dispersió, la dispersió i la difracció.
El temps de coherència, normalment designat τ, es calcula dividint la longitud de la coherència per la velocitat de fase de la llum en un medi; aproximadament donat per {\displaystyle \tau ={\frac {1}{\Delta \nu }}\approx {\frac {\lambda ^{2}}{c\,\Delta \lambda }}} on λ és la longitud d'ona central de la font, Δν i Δλ és l'amplada espectral de la font en unitats de freqüència i longitud d'ona respectivament, i c és la velocitat de la llum en el buit.

La coherència temporal és una mesura de quant de temps és l'interval on un senyal oscil·lant es pot aproximar com un sol sinusoïdal. Més enllà del "temps de coherència" s'ha de triar un sinusoïdal únic diferent per aproximar el senyal.

Un làser de fibra de mode únic té una amplada de línia d'uns pocs kHz, que correspon a un temps de coherència d'uns centenars de microsegons. Els màsers d'hidrogen tenen una amplada de línia al voltant d'1 Hz, corresponent a un temps de coherència d'aproximadament un segon. La seva longitud de coherència correspon aproximadament a la distància de la Terra a la Lluna.
A partir del 2022, grups de recerca d'arreu del món han demostrat qubits superconductors amb temps de coherència de fins a diversos 100 μs.